# Glirologie
La glirologie (terme issu du latin : glis, « loir ») est la science des glires, la partie de la zoologie traitant des rongeurs (Rodentia) comme la souris ou l'écureuil et les lagomorphes (Lagomorpha) comme le lapin ou le lièvre, tous appartenant à l'ordre des petits mammifères placentaires.
C’est une sous-discipline de la mammalogie, elle-même sous-discipline de la zoologie.
Un scientifique qui étudie la glirologie est appelé glirologiste.

## Étude des glires
La glirologie permet, entre autres, d'étudier les liens de parenté entre les espèces et dans le temps afin de mieux les classer.